# Райнке, Оскар
Оскар Райнке (нем. Oskar Reincke; 10 января 1907, Гамбург, Германия — 10 июля 1944, Гамбург, Германия) — коммунист, антифашист, член движения Сопротивления во время Второй мировой войны, член организации «Красная капелла».

## Биография
Оскар Райнке родился в семье морского инспектора. Начал изучать столярное дело, но оставил это занятие из-за слабого здоровья. Устроился на работу интендантом.
В 1924 году вступил в Коммунистический союз молодёжи Германии (KJVD), был одним из активных его членов. В 1927 году его назначили помощником инструктора в штабе организации в Гамбурге. В 1929 году стал посещать социально-образовательный семинар для повышения уровня образования. В 1932 году вступил в Коммунистическую партию Германии и принял руководство над партийной ячейкой во Фленсбурге.
В 1932 году женился на Элле Зайдель, состоявшей в Коммунистической партии Германии с 1924 года. 12 марта 1933 года во Фленсбурге был избран в городской совет, но не смог приступить к исполнению обязанностей из-за репрессий, которым нацисты подвергли коммунистов. Он был арестован в середине 1933 года и до 1935 года находился в тюрьмах и концентрационных лагерях. Его жена скрывалась в Гамбурге, но вскоре также была арестована и приговорена к нескольким годам тюремного заключения. После освобождения, оба жили в Гамбурге.
Оскар Райнке устроился на фабрику по производству бумажных пакетов и в 1939 году в Гамбурге присоединился к движению Сопротивления.
В декабре 1941 года, вместе Бернхардом Бестлайном, Робертом Абшагеном и Францем Якобом участвовал в создании антифашистской группы. Являлся организатором и участником многочисленных антинацистских акций.

### Арест и казнь
17 октября 1942 года был снова арестован гестапо. Имперский военный трибунал признал его виновным в государственной измене и приговорил к высшей мере наказания. 10 июля 1944 года Оскар Райнке был казнён в следственном изоляторе тюрьмы в Гамбурге.

### Память
В память о нём установлена мемориальная доска у входа в городское собрание Фленсбурга.